# Clase Scharnhorst (1936)
La Clase Scharnhorst fue la primera de acorazados construidos en Alemania tras la Primera Guerra Mundial. Se compuso de dos buques, el Scharnhorst y el Gneisenau. Fueron los primeros que superaron ampliamente los límites impuestos por el Tratado de Versalles. Se alistaron en 1938 y 1939. Ambos fueron empleados por la Kriegsmarine en diversas operaciones en las que resultaron dañados (el Scharnhorst hundido).
En comparación con los acorazados de su tiempo, los de la clase Scharnhorst llevaban una artillería débil, con un calibre de solo 280 mm, por lo que en algunos países erróneamente se les clasificó como cruceros de batalla. En el Reino Unido se les dio el sobrenombre de pocket battleships (acorazados de bolsillo)

## Desarrollo
Después de que se planificaran los cruceros (acorazados de bolsillo) de la clase Deutschland y comenzara su construcción, los franceses reaccionaron construyendo los dos buques de la clase Dunkerque.
Originalmente se había previsto que los buques denominados "D" y "E" en el plan de construcciones de la flota alemana también fueran unidades de la clase Deutschland. Sin embargo para darles mayor estabilidad, se había previsto que tuvieran un desplazamiento entre 18 000 y 19 000 toneladas, lo que ya era casi el doble de lo permitido en el Tratado de Versalles.
En respuesta a la construcción de la clase Dunkerque se planeó hacer estos buques más pesados. En julio de 1934, después de puesta la quilla del Scharnhorst siguiendo los planes antiguos, Adolf Hitler aprobó nuevos proyectos con buques de 26 000 t que además tendrían una tercera torreta de artillería. En consecuencia se suspendió la construcción del Scharnhorst y se puso una nueva quilla. Solo mediante el Acuerdo naval anglo-germano firmado el 18 de junio de 1935 quedó legitimado este cambio.

## Características
Igual que sucedió en la Marina Imperial alemana, la fuerza de este proyecto se basaba en el blindaje y la estabilidad estructural, para lo que se apoyaba en lo esencial en los últimos cruceros protegidos de la clase sustituta deYorck de la Armada imperial. Además, el tamaño oficial fue revisado al alza varias veces, hasta llegar casi a las 35 000 t de desplazamiento. Ambos buques fueron botados con proa recta; pero La proa demostró ser demasiado baja, por lo que el buque embarcaba mucha agua, de modo que tras ser alistados se les añadió una proa elevada de violín o proa atlántica (Atlantikbug), en efecto, en 1939 fueron modificados a proa atlántica aumentando su arrufo y francobordo, también se le adicionó un ancla de proa, adicionalmente se les adicionó un sombrerete a la chimenea para mejorar la evacuación de humos y gases de combustión. El aspecto de ambos buques adquirió entonces un estilizado perfil muy hidrodinámico, modificaciones que también se aplicaron a la clase Admiral Hipper. 
La diferencia entre ambos buques era mínima y solo se diferenciaban a distancia en la posición del mástil mayor.
En 1941, se adicionaron dos racks de lanzatorpedos triples de 53,3 cm, uno en cada banda, sin capucha para el operador. 
En 1942, se les instaló un puente cerrado del almirante en el mástil torre, que era un poco más grande que el de un destructor.
Las turbinas de vapor de alto rendimiento daban a los buques una gran velocidad de 31.5 nudos que compensaba relativamente la debilidad de su artillería principal, previendo además que esta podría ser mejorada a futuro.
Resultaba extraordinaria la posición muy elevada de la catapulta, instalada detrás de la chimenea para el caso de Scharnhorst, en cambio en el Gneisenau inicialmente se ensayó una catapulta experimental sobre la torreta n°3 que después se trasladó detrás de la chimenea. 

### Propulsión
Estaba previsto que las clases Scharnhorst y Gneisenau, como pasaba con los buques de la clase Deutschland, fueran propulsados por motores diésel marinos, con la ventaja de menor consumo y mayor autonomía que suponía. Pero los motores de MAN que podían permitir que los buques superaran los 30 nudos se encontraban en fase de pruebas y no disponibles, por lo que se decidió, como después con los de la clase Bismarck, dotarlos de turbinas de vapor de alta presión.
Aunque la propulsión por vapor de agua había probado su valor en otros buques de guerra, las turbinas sobrecalentadas de alta presión suponían una nueva variante. El vapor se calienta por encima de los 400 °C y proporciona por tanto más energía. La maquinaria tiene en consecuencia mayor efectividad y permite mayor rendimiento con una estructura relativamente compacta y menor consumo de combustible.
La desventaja de esta técnica era que nunca se había probado antes de esas dimensiones. Se había probado en barcos civiles y se conocían sus principales problemas, pero a la escala que suponía la maquinaria de un buque de guerra no se habían podido resolver esos problemas. Solo durante la guerra se consiguió controlar el sistema adecuadamente, pero siguió exigiendo un mantenimiento relativamente intensivo, produciéndose fallos y requiriendo mucho personal cualificado.

### Armamento
El calibre de la artillería principal se dejó en 28,0 cm, como en la clase Deutschland, para no perjudicar las relaciones con el Reino Unido. Sin embargo, la longitud del cañón se aumentó de 52 a 54,5 calibres. Las barbetas de ambos buques se construyeron de modo que lo mismo pudieran albergar torretas triples de 28 cm que dobles de 38, con lo que era posible un futuro aumento del calibre.
Por su alta velocidad de salida, los cañones desarrollados para la clase Deutschland tenían un extraordinario alcance y capacidad de penetración. Además, la técnica de las torres triples alemanas proporcionaba una cadencia de tiro superior a la de los buques de otras naciones, lo que compensaba la desventaja del menor calibre. A diferencia de los buques de la clase Deutschland, los de la clase Scharnhorst empleaban obuses con un alargamiento del 0,2 del calibre, lo que implicaba que pesaban 30 kilos más que los anteriores.
Uno de los impactos del Scharnhorst contra el portaaviones inglés Glorious durante la Operación Juno a 24 km de distancia quedaría registrado como el de más largo alcance contra un blanco móvil durante un combate naval en la Segunda Guerra Mundial.
Para los años 1940-41 se había previsto cambiar la artillería principal de la clase Scharnhorst a tres torretas dobles de 38 cm, pasando las torretas triples de 28 cm a las primeras tres unidades de cruceros de la Clase P. Pero la situación política del verano de 1939 hizo que tal modificación quedara pospuesta.

### Blindaje

Esquema del blindaje y protección bajo el agua a la altura de las salas de calderas.

Durante la construcción se dio mucha importancia a la calidad del blindaje. En la clase Scharnhorst no se siguió el estricto concepto del "todo o nada" habitual en la construcción de muchos acorazados de esa época, sino que el buque fue blindado en toda su eslora, en diferentes medidas.
La protección contra el tiro tenso de costado correspondía en esencia al círculo blindado (Panzergürtel) en el centro del buque, con un grosor que llegaba a ser de 35 cm, superior al de la posterior clase Bismarck. Hacia abajo su grosor se reducía a 15 cm. Contra los torpedos y minas marinas que pudieran explotar bajo las amuras del casco, se dejó debajo del círculo blindado en medio del buque un espacio de expansión de casi cinco metros, que hacia dentro incluía una mampara antitorpedo, seguida de otro espacio de expansión con secciones estancas con un efecto de absorción similar.
La protección horizontal contra los obuses y bombas caídas desde arriba era menor, y consistía en dos cubiertas superpuestas: la superior, con hasta 5 cm de blindaje, y la inferior o blindada, con 9,5 cm. La idea era que las bombas u obuses fueran frenadas por la primera cubierta, o que tras impactarla explotaran, absorbiendo el resto de la energía la cubierta blindada.
El puente de mando delantero tenía un blindaje de 35 cm a su alrededor y un techo blindado de 20 cm. El eje de conexión desde el puente a la central situada dentro del casco tenía un blindaje de 22 cm.
Las torretas principales tenían blindaje de 36 cm en el frente y 18 cm en los lados y el techo, apoyándose en barbetas que tenían 35 cm de blindaje. Las torres dobles de la artillería media tenían 14 cm en el frente y 5 cm en el resto, mientras que sus barbetas tenían 15 cm de blindaje. Los cañones individuales de artillería media tenían planchas protectoras de 2,5 cm.

### Sistemas de alerta temprana

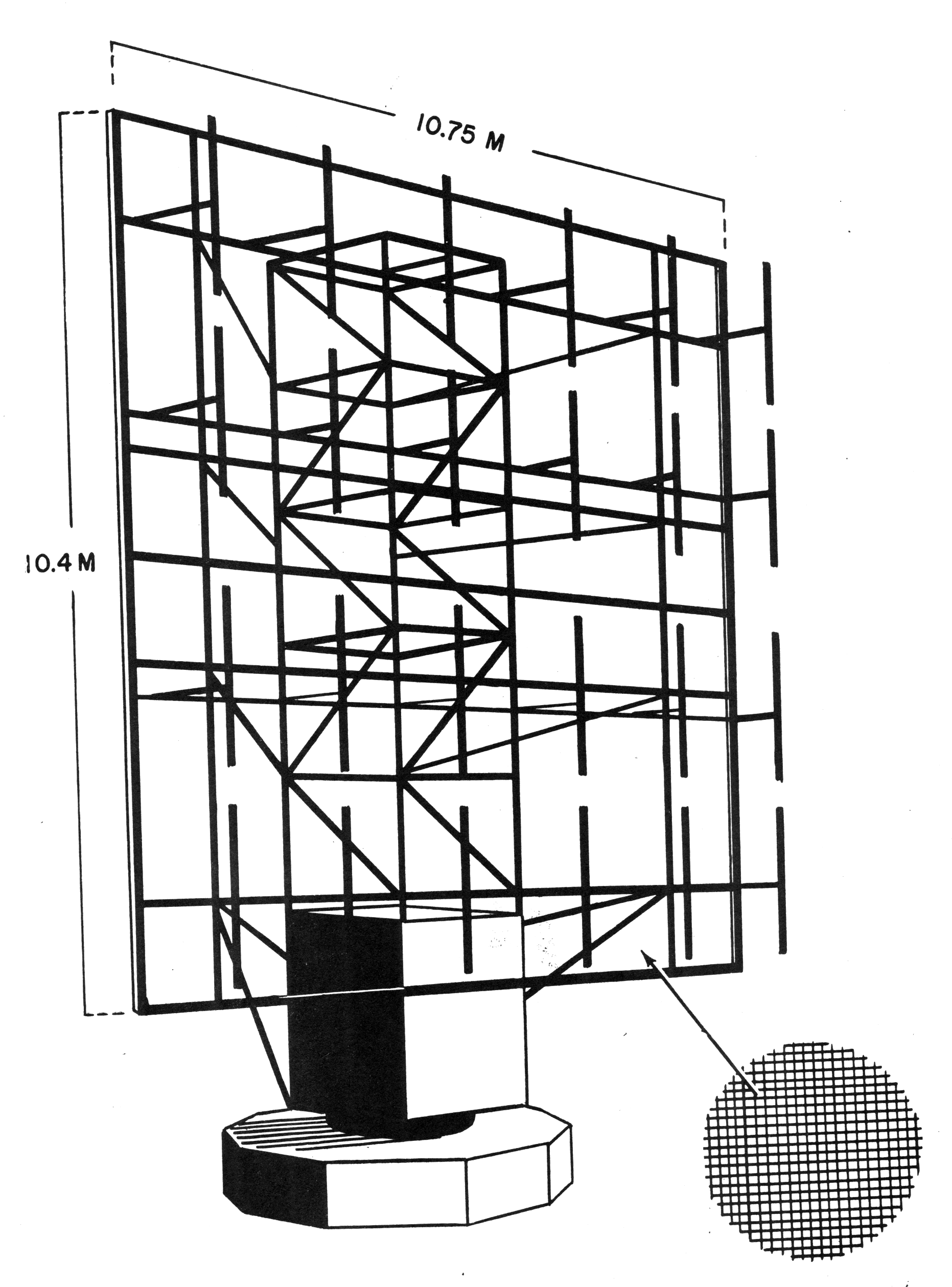
Radar FuMG 38G usado por la Kreigsmarine

En diciembre de 1939  a ambos buques se les equipó con un radar FUMO tipo 22 y luego se les actualizó con un FUMO 27. 
En 1941 se les actualizó con dos unidades de radar FuMG 38G Seetakt. Uno de ellos estaba montado en la cofa, adosado al director de tiro proel, que estaba ubicado en la parte superior del puente. El segundo conjunto de radar se colocó en el director de la batería principal popel. Los radares operaban a una frecuencia de 368 megaciclos (MHz.), inicialmente a 14 kW. Posteriormente, los equipos fueron modificados para operar a una potencia de 100 kW, en la longitud de onda de 80 cm (375 MHz) con más alcance.

## Buques de la clase Scharnhorst

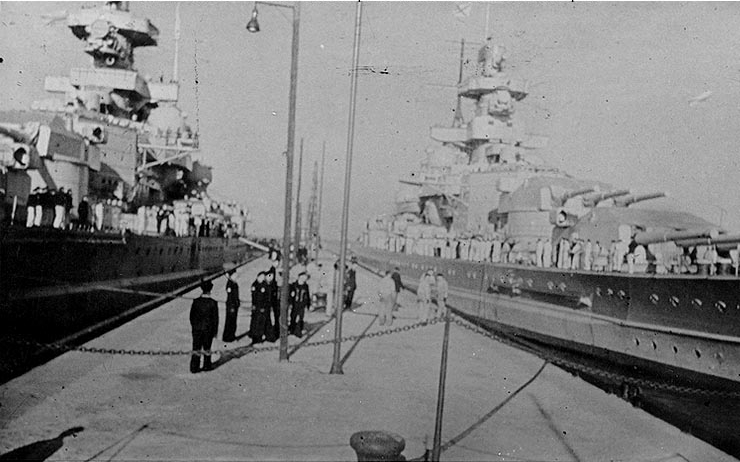
Scharnhorst (izquierda) junto al Gneisenau (circa 1941)

### Scharnhorst
El Scharnhorst fue botado en octubre de 1936 en Wilhelmshaven. Del 21 al 27 de noviembre de 1939 llevó a cabo con su buque gemelo una operación en el Atlántico Norte. Tras una fracasada salida al Atlántico en 1940, consiguió salir en enero de 1941 y llegar a Brest, en la Francia ocupada. Tras los fuertes bombardeos contra ese puerto, se le ordenó cruzar de vuelta el Canal de la Mancha, regresando ambos acorazados a Alemania en la Operación Cerberus. El Scharnhorst quedó estacionado en Noruega, para poder actuar contra los convoyes árticos. Durante el ataque a uno de ellos, el 26 de diciembre de 1943, fue avistado por una flota británica y, tras un combate de tres horas, hundido en el Mar de Barents en la batalla de Cabo Norte.

### Gneisenau
El Gneisenau fue botado en Kiel en diciembre de 1936. A fines de noviembre de 1939, junto con su gemelo, hundió al crucero auxiliar británico Rawalpindi. En un intento de salir al Atlántico resultó dañado por el fuerte oleaje. En 1941 consiguió zarpar, hundir varios barcos mercantes y llegar al puerto francés de Brest. Al regresar a Alemania en febrero de 1942, durante la Operación Cerberus, el Gneisenau resultó dañado por una mina marina y durante las reparaciones en Kiel fue severamente dañado por un bombardeo, por lo que nunca llegó a repararse completamente. Finalmente, en marzo de 1945, al acercarse las tropas soviéticas, fue volado frente a Gotenhafen.